# Dunkelente

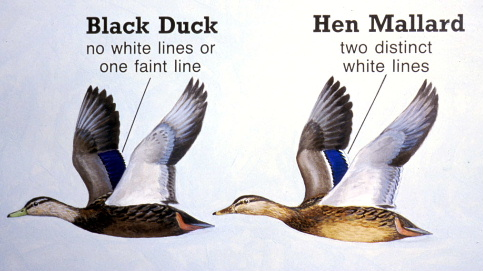
Unterschied zwischen Dunkelente und Stockente – Links die Dunkelente ohne weiße Einfassung des Flügelspiegels

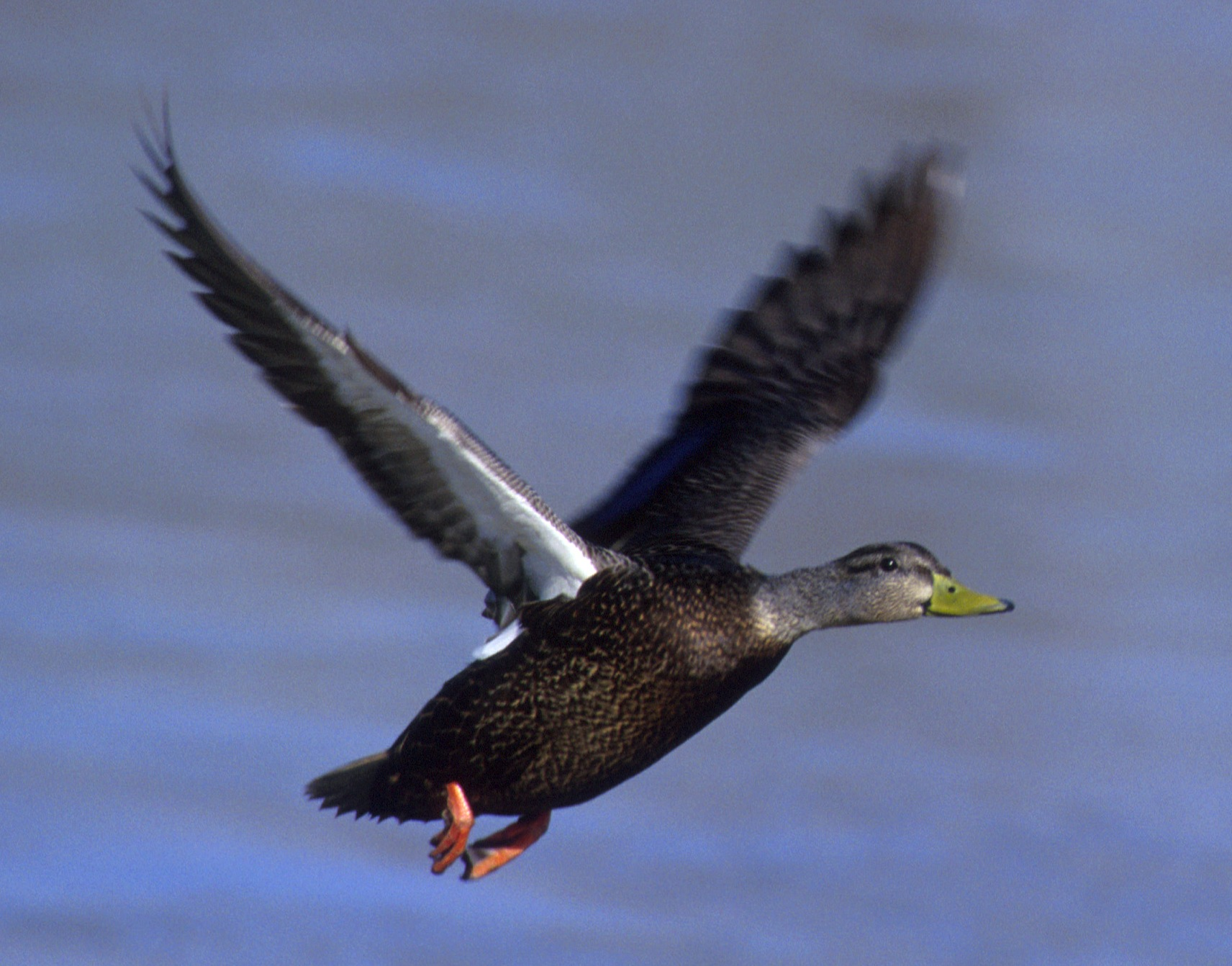
Fliegende Dunkelente

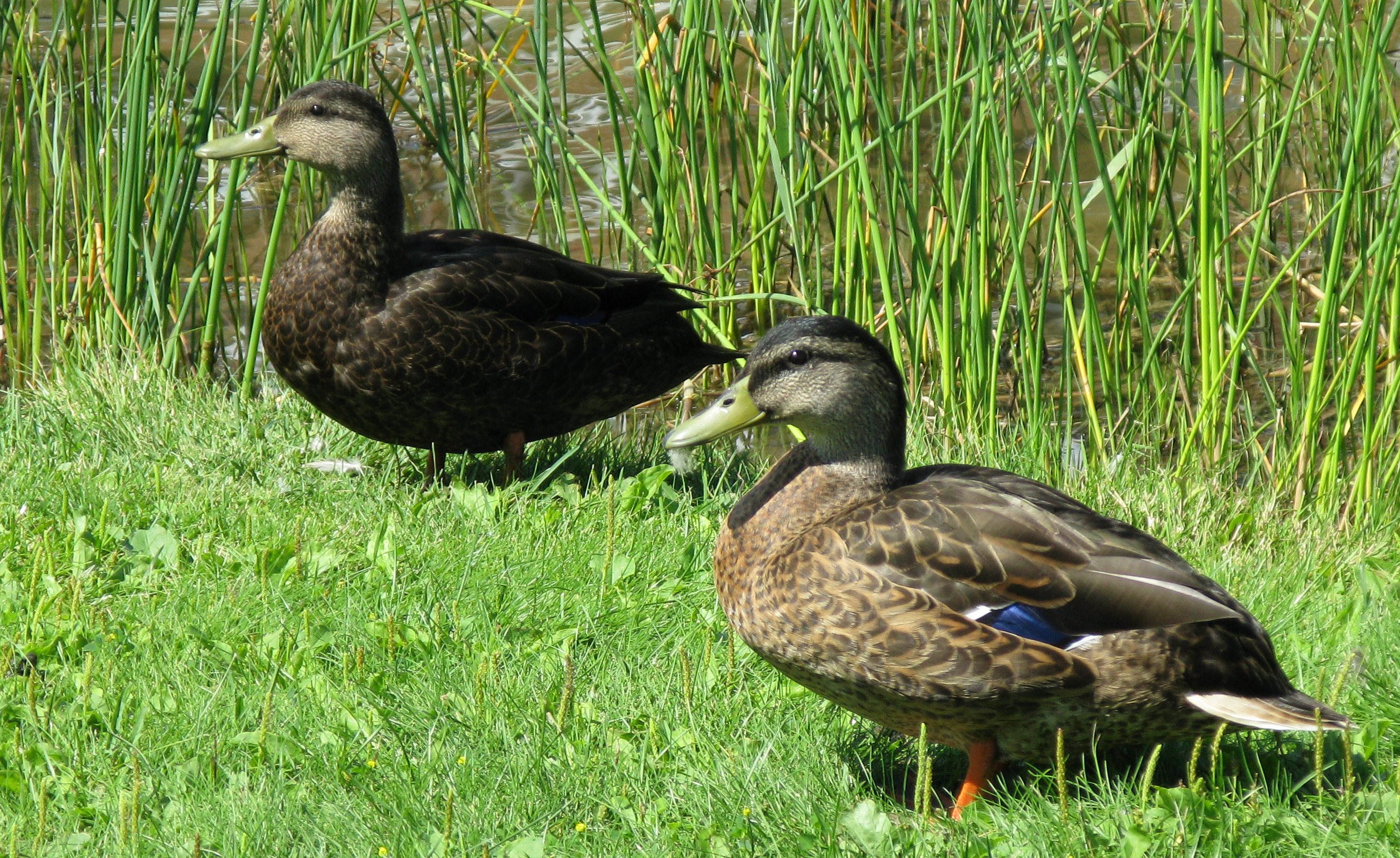
Dunkelente (hinten) und Stockente

Die Dunkelente (Anas rubripes) ist eine nordamerikanische Art aus der Familie der Entenvögel. Sie stellt eine Ausnahme innerhalb der Eigentlichen Enten dar, weil sie keinen Geschlechtsdimorphismus aufweist. Beide Geschlechter ähneln in ihrem Erscheinungsbild den Weibchen der Stockente. Sie sind allerdings insgesamt etwas dunkler gefärbt und haben auffallend helle Wangen und Halsseiten. Gelegentlich wird sie wegen ihrer vielen Gemeinsamkeiten mit der Stockente auch nur als Unterart dieser Art eingeordnet. Untersuchungen an 58.000 geschossenen Tieren beider Arten ergaben jedoch nur 318 intermediäre Bastarde. Heute dringt die Stockente jedoch zunehmend in die traditionellen Verbreitungsgebiete der Dunkelente ein, wodurch der Hybridanteil steigt.

## Beschreibung

### Allgemeine Merkmale und Verwechslungsmöglichkeiten
Die Körperlänge der Dunkelente beträgt 53 bis 61 Zentimeter. Ausgewachsene Dunkelenten wiegen im Herbst durchschnittlich 1090 Gramm. Beide Geschlechter weisen eine Ähnlichkeit zur Stockente auf. Beim Männchen ist das Gesamtgefieder einschließlich der Steuer- und Scapularfedern jedoch schwarzbraun und nur schmal lehmfarben gesäumt. Die Kopfseiten und der Hals sind aufgehellt. Die Weibchen der Dunkelente sind aufgrund ihrer noch breiteren Federsäume denen der Stockente noch ähnlicher. Bei beiden Geschlechtern ist allerdings der Flügelspiegel dunkelviolett und von breiten schwarzen Binden eingefasst. Es fehlt das Weiß, das für die Stockente charakteristisch ist.

### Beschreibung des Federkleids
Ausgewachsene männliche Dunkelenten haben einen gelben Schnabel und ein dunkles Körpergefieder, von dem sich der Kopf und der Hals durch eine hellere Färbung abheben. Von der oberen Schnabelbasis verläuft ein dunkler Farbstrich über das Auge zum Hinterkopf. Die Wangen weisen eine feine braune Strichelung auf. Die Beine sind orange und die Augen dunkel. Der Geschlechtsdimorphismus ist nur gering ausgeprägt. Ausgewachsene Weibchen ähneln den Männchen. Die Beine des Männchens sind jedoch etwas leuchtender orange als die der Weibchen. Beiden fehlt im Unterschied zur Stockente die weiße Begrenzung des Flügelspiegels. Es gibt Individuen, bei denen etwas Weiß am Spiegelrand auftaucht. Dies beschränkt sich jedoch auf das äußerste Ende des Spiegels. Eine Ähnlichkeit besteht auch zur nordamerikanischen Floridaente. Diese nicht ziehende Entenart findet sich jedoch nur auf der Halbinsel Florida sowie im westlichen Küstengebiet des Golfs von Mexiko, so dass die Verbreitungsgebiete dieser beiden Arten überschneidungsfrei sind.
Grundsätzlich weist diese Art auffällige individuelle Unterschiede in Körpergröße und Federkleid auf. In der Regel sind Dunkelenten in ihrem nördlichen Verbreitungsgebiet etwas größer. Der Augenzügel beim Männchen variiert in der Länge und ist unterschiedlich deutlich zu erkennen. Häufig weist er ebenso wie die Nackenfedern einen grünlichen Schimmer auf. Inwieweit diese Variationen im Körpergefieder auf eine Hybridisierung mit Stockenten zurückzuführen ist, ist bislang nicht ausreichend untersucht.
Beide Geschlechter haben braunorange bis korallenrote Beine mit dunkleren Schwimmhäuten. Der Schnabel ist gelblich mit einem dunklen Nagel und wird zur Schnabelbasis hin olivfarben. Die Augen sind braun.
Im Flug heben sich die weißen Unterflügel auffällig von den dunklen Körperseiten ab. Die Stimme ähnelt sehr der der Stockente, allerdings ist der Ruf des Weibchens einen Ton dunkler.

## Verbreitung und Lebensraum
Dunkelenten sind eine rein nordamerikanische Entenart. Die Brutgebiete der Dunkelente sind Seen, Teiche, Flüsse und Sumpfgebiete im östlichen Kanada von der Hudson Bay bis Neufundland und in südlicher Richtung über die Großen Seen bis nach New York und zur Küste von North Carolina. Sie fehlt dagegen im westlichen Nordamerika. Als Irrgast tauchen Dunkelenten gelegentlich auf den Azoren, in Irland, Großbritannien und Schweden auf. Ähnlich wie beim Kappensäger wird bei Beobachtungen jedoch zuerst immer unterstellt, dass es sich um sogenannte Gefangenschaftsflüchtlinge handelt. In Großbritannien ist es gleichfalls zu Kreuzungen mit Stockenten gekommen. Die Männchen der Dunkelente ziehen auf ihrem Mauserzug sehr weit und treten dann auch deutlich außerhalb ihres Brutgebietes auf. Sie sind dann auch in der baumlosen Subarktis, in Prärien und in Parklandschaften des mittleren Nordamerikas zu finden.
Dunkelenten sind eine sehr anpassungsfähige Entenart, die eine Vielzahl unterschiedlicher Gewässertypen nutzt. Sie bevorzugt jedoch Gewässer in Waldregionen. Die Ornithologen James Gooders und Trevor Boyers vermuten, dass die Dunkelente in diesem Lebensraum keiner zu starken Konkurrenz von der durchsetzungsstärkeren Stockente ausgesetzt ist.
In der Vergangenheit waren die Lebensräume dieser beiden Entenarten stärker voneinander differenziert. Während die Dunkelente vor allem an schattigen Waldseen im östlichen Nordamerika zu finden war, war die heller gefiederte Stockente überwiegend an den Seen der Prärielandschaft verbreitet. Aufgrund von Holzeinschlag und Aufforstungen haben sich diese Habitate vermengt und es kommt in freier Wildbahn zur Hybridisierung.
Dunkelenten sind Teilzieher. Einige Populationen ziehen im Winter in die östlichen Bundesstaaten der USA und halten sich dann bevorzugt in Küstenregionen auf. Andere Populationen sind das ganze Jahr über in der Region um die Großen Seen zu finden.

## Nahrung und Nahrungserwerb
Dunkelenten sind eine omnivore Entenart. Die Nahrungszusammensetzung ist abhängig von dem, was der Lebensraum anbietet. So ist der Anteil von Wirbellosen in der Nahrungszusammensetzung bei in Küstenregionen lebenden Dunkelenten grundsätzlich größer als bei solchen, die weiter im Inland leben. Grundsätzlich nehmen Dunkelenten mehr tierische Nahrung auf als die Stockente. Hinzu kommen Samen von Gräsern und Seggen, Blätter und Wurzeln von Wasserpflanzen. Tierische Kost spielt insbesondere im Sommer eine große Rolle. Bei einer Untersuchung von Brutvögeln in Maine stellten kleine Krustentiere und Insekten bis zu 74 Prozent der Nahrung.

## Fortpflanzung
Auch im Balzrepertoire zeigt die Dunkelente viele Gemeinsamkeiten mit der Stockente. So weist die Dunkelente beispielsweise auch den Grunzpfiff auf, der bei der Stockente eine charakteristische Balzgeste ist. Die Balz beginnt im August und hat ihren ersten Höhepunkt im späten Herbst. Der Höhepunkt der Balz fällt jedoch in den Zeitraum Februar bis März.
Die Populationen weisen einen höheren Anteil an Erpeln auf. Insbesondere im ersten Lebensjahr bleiben daher viele der Erpel unverpaart. Es kommt allerdings nicht zu einer so starken Promiskuität wie bei der Stockente. Es gibt einige Hinweise darauf, dass die Paare über mehrere Jahre zusammenbleiben. Das Nest wird vom Weibchen errichtet. Es besteht in der Regel nur aus einer Vertiefung und wird mit Federn ausgekleidet. Während der Brut kommen weitere Dunenfedern hinzu, da das Weibchen das Gelege mit Dunen zudeckt, wenn es das Nest verlässt. Das Gelege umfasst sieben bis 11 cremeweiße Eier. Es brütet allein das Weibchen. Die Küken schlüpfen nach einer Brutzeit von 23 bis 25 Tagen. Frisch geschlüpfte Küken wiegen durchschnittlich 31 Gramm. Grundsätzlich ist die Verlustrate von Gelegen sehr hoch und beträgt in einigen Regionen mehr als 50 Prozent. In der Chesapeake Bay schlüpften beispielsweise nur aus 38 Prozent der Gelege Junge. Eier gehen verloren durch Überflutung und durch Störung durch Menschen. Zu den Prädatoren, die die Eier fressen und auch brütende Weibchen töten, zählen unter anderem Greifvögel, Füchse und Waschbären. Nach einem Gelegeverlust kommt es bis zu drei Mal zu Nachgelegen, wobei dies eher bei älteren Weibchen auftritt als bei erstbrütenden.

## Bestand
Die Population der Dunkelente ist rückläufig. Langfristige Untersuchungen legen nahe, dass diese Art seit den 1950er Jahren mit durchschnittlich drei Prozent jährlich abnimmt. Der North American Waterfowl Management Plan sieht aus diesem Grund besondere Schutzmaßnahmen für diese Art vor. Ursachen des Bestandsrückgangs sind Habitatveränderungen. Dazu zählen insbesondere weiträumige Abholzungen, die die Ausbreitung der konkurrenzstärkeren Stockente fördern.

## Haltung in menschlicher Obhut
Wegen ihres stockentenähnlichen Erscheinungsbildes werden Dunkelenten verhältnismäßig selten von Züchtern gehalten oder in Zoos gezeigt. Der Zoo Berlin hielt diese Art das erste Mal im Jahre 1874. Erstzuchten erfolgten vermutlich erstmals im 20. Jahrhundert. Bekannt sind Nachzuchten für Nordamerika aus dem Jahre 1909 und für den Zoo in London. Seit 1950 hält auch der britische Wildfowl Trust diese Art.

## Belege